# Technorama
Швейцарский научный центр Technorama (рус. Технорама) (иногда просто Technorama) в Винтертуре является единственным научно-выставочным центром в Швейцарии. На выставочной площади размером в 6500 квадратных метров находятся более 500 экспериментальных станций, с помощью которых можно самостоятельно и легко сделать или увидеть какие-либо физические явления.

## Описание
Технорама разделена на секторы (например, сектор магнетизма). Шесть физических, химических и биологических лабораторий проводят семинары. Ежедневно проходят представления с электричеством и газами. Проводятся особые выставки, отдельные экспонаты которых переходят в постоянные экспозиции.
Технорама служит крупнейшим учебным заведением для регулярных внеклассных школьных занятий. В 2012 году количество посетителей Технорамы достигло 270 000 человек, и это является третьим наибольшим результатом за более чем 30-летнюю историю научного центра.

## История
В 1947 году была основана ассоциация развития и продвижения Швейцарского технического музея. В 1969 году Швейцарский фонд Technorama решил представить экспозицию в виде выставки с целью показа науки и техники в оживлённом шоу. Эта выставка была показана в 1982 как обычная музейная экспозиция. В 1990 году выставку начали преобразовывать в такую экспозицию, где можно самостоятельно провести опыты. Конверсия завершилась в 2000.
Технорама является одним из эталонных центров занимательной науки, её специалисты активно сотрудничают с эксплораториумами по всему миру.  В 2018 году планируется открытие центра «Мир науки» в Лахта-центре Санкт-Петербурга, где в числе прочего будет применен опыт Технорамы.

## Галерея

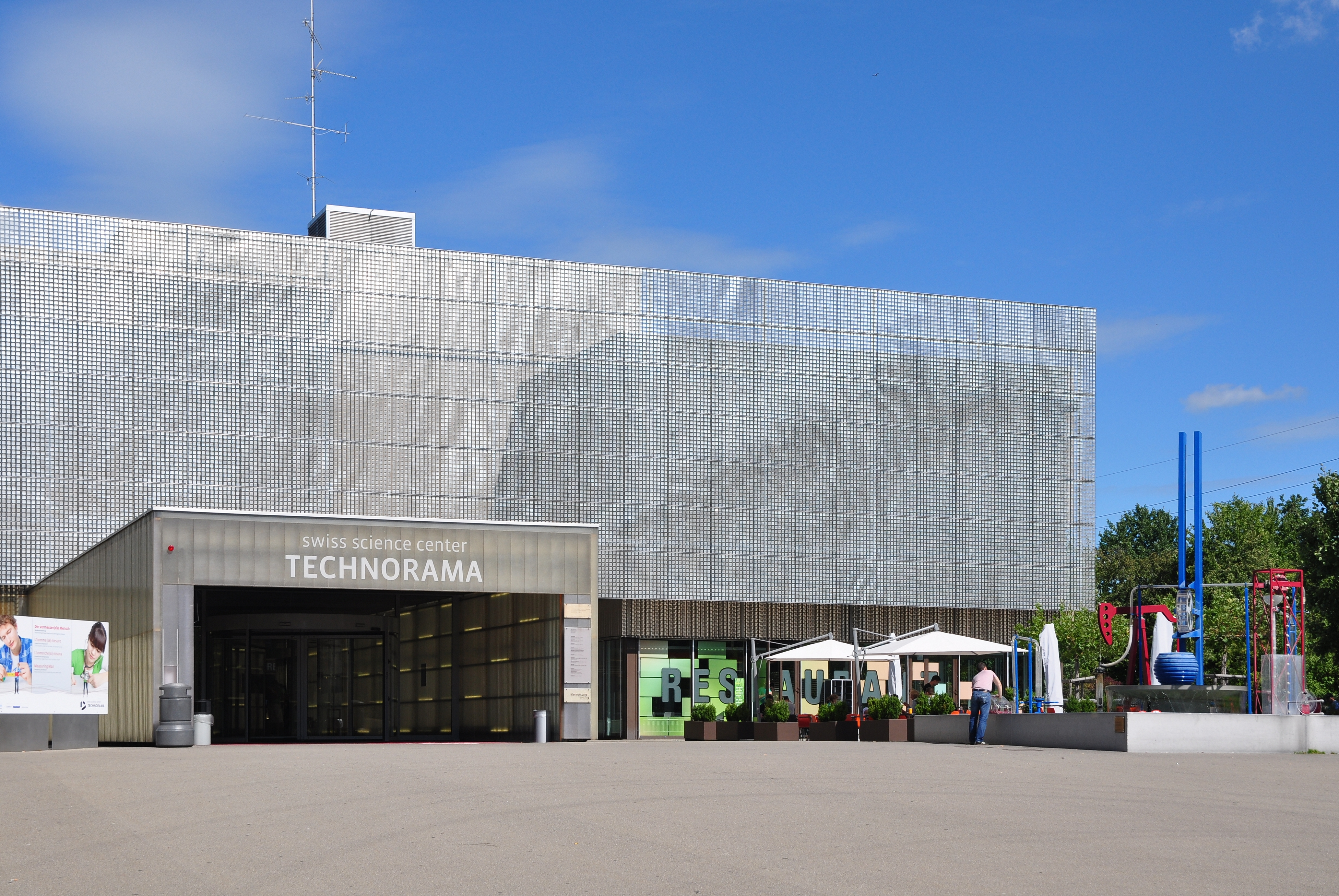
Технорама
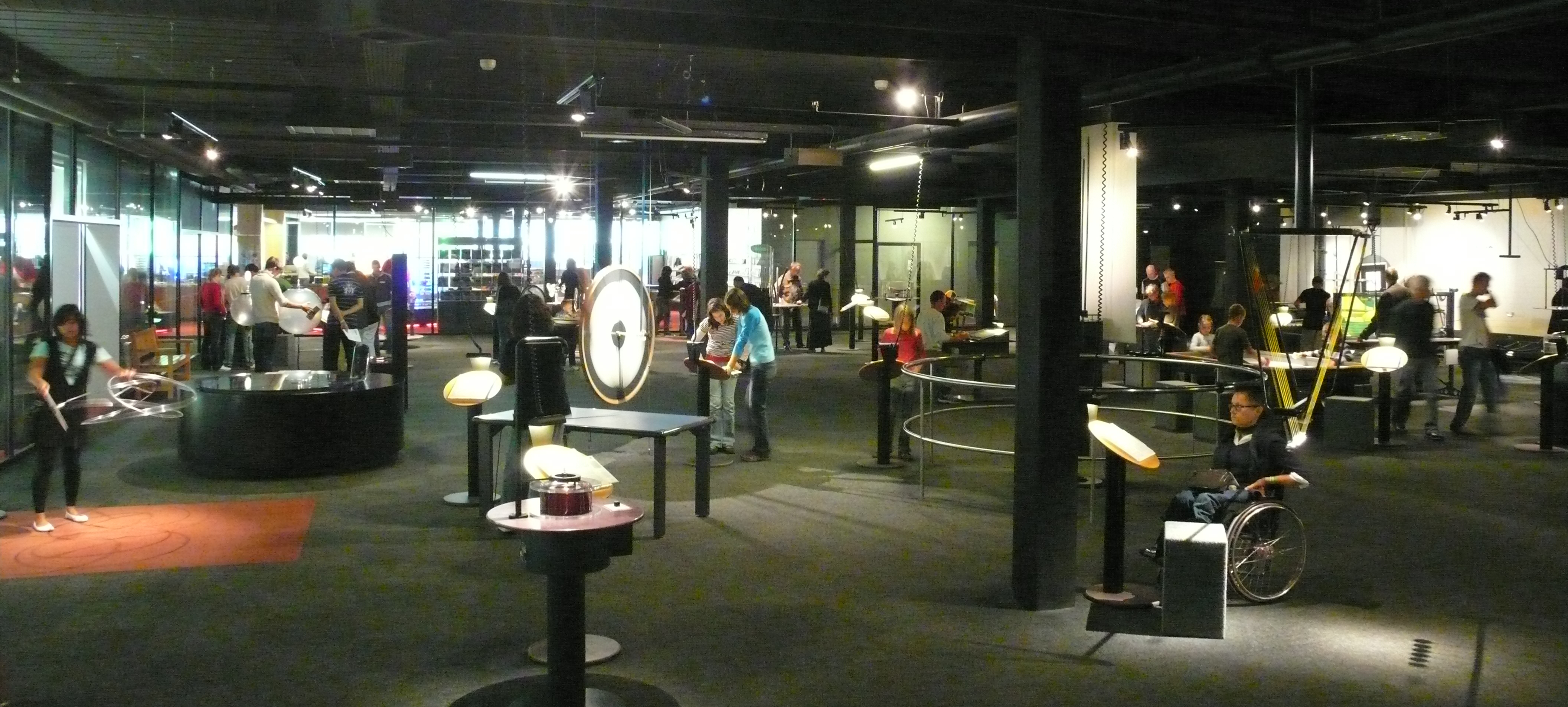
2007 год
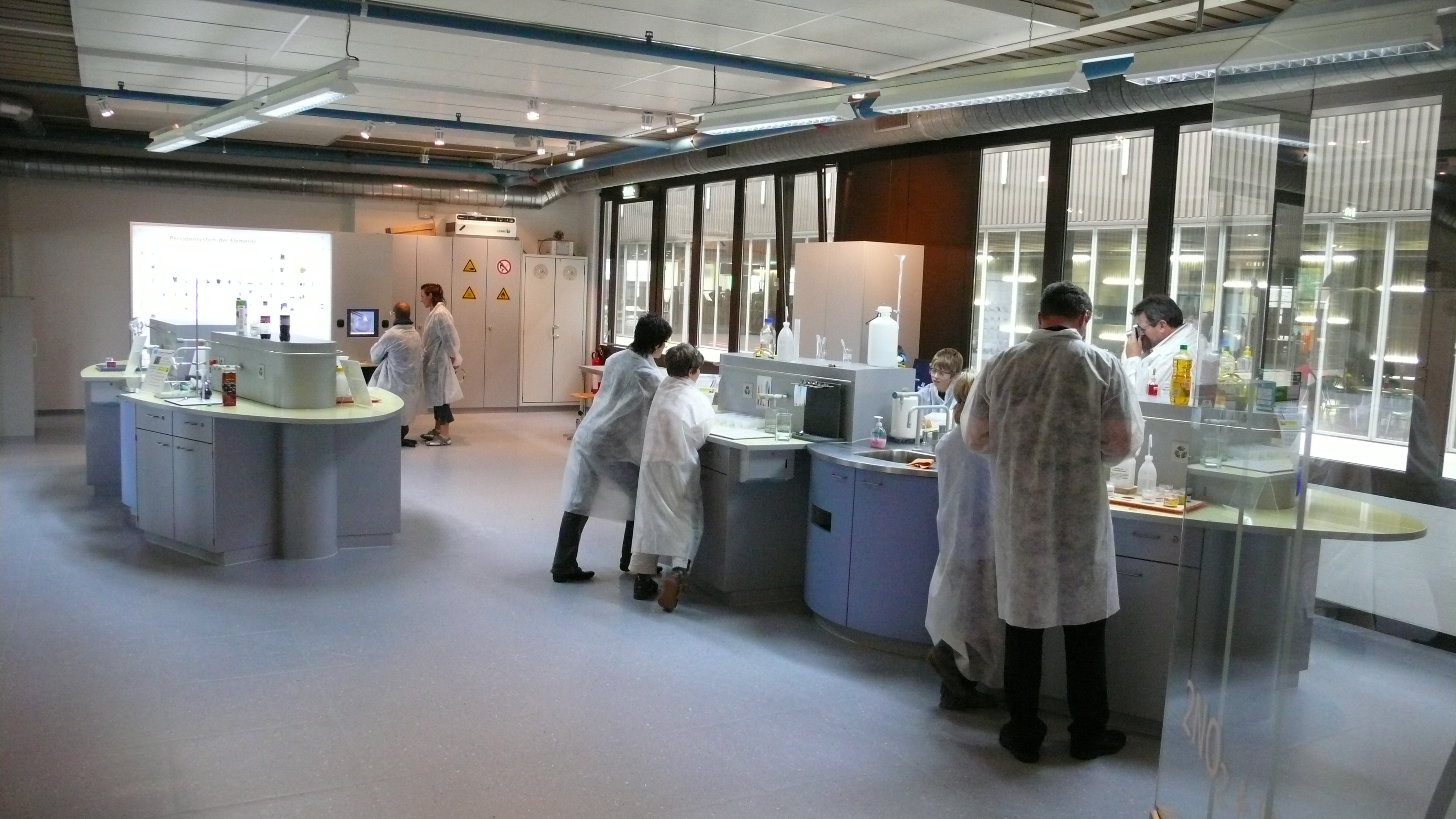
Лаборатория Химии